# 白川友一

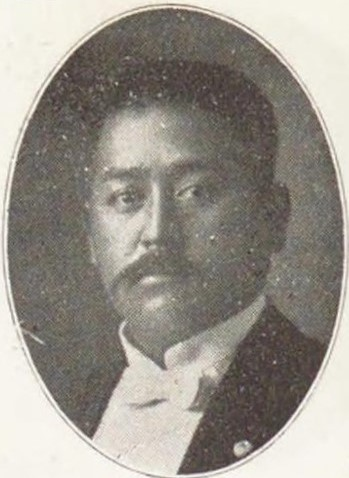
白川友一

白川 友一（しらかわ ゆういち / ともいち、1873年（明治6年）6月11日 - 1940年（昭和15年）4月20日）は、明治から昭和前期の実業家、政治家。衆議院議員（2期）。旧姓は安達。

## 経歴
名東県鵜足郡造田村（香川県綾歌郡造田村、仲多度郡琴南村、琴南町を経て現:まんのう町造田）で、安達小平太の息子として生まれ、19歳で仲多度郡南村（現丸亀市柞原町）の白川八十太の養子となる。成城学校を卒業した。1902年（明治35年）8月に家督を相続。
21歳で南村収入役に就任。南村会議員、徴兵参事員を務め、1899年（明治32年）香川県会議員に選出され2期在任した。1912年（明治45年）5月、第11回衆議院議員総選挙に香川県丸亀市から立憲政友会所属で出馬して当選。次の第12回総選挙でも当選し、公友倶楽部に移り衆議院議員を連続2期務めた。1916年（大正5年）1月19日、衆議院議員選挙法違反事件で有罪が確定して議員を退職。同年6月、高松地方裁判所より大浦事件で懲役4ヵ月の判決を受け、同年10月に大阪控訴院で懲役4ヵ月、執行猶予3年の判決を受けた。これにより大礼記念章を褫奪された。
実業界では、第七十九銀行丸亀支店長、讃岐銀行専務取締役などを務めた。将来の本四連絡を見越して岡山県下津井-茶屋町間の軽便鉄道敷設計画が進展すると、岡山県の永山久吉の依頼で資本金の2割を出資し、1911年（明治44年）下津井軽便鉄道（現下津井電鉄）の設立に伴い初代社長に就任。丸亀-下津井間の旅客船運航を実現した。1936年（昭和11年）の社長退任まで無報酬であった。
その他、満洲、朝鮮にも進出して、運輸、建設業、農事を営んだ。1931年（昭和6年）、大連市でのベンゾイリン（モルヒネ）不正輸入事件で贈賄罪により罰金300円の判決を受けた。

## 親族
- 二男 白川一雄（実業家、参議院議員）[11]